# フレネシ-愛じゃない、それは熱-
『フレネシ-愛じゃない、それは熱-』（西: Más que amor, frenesí, 英：Not Love, Just Frenzy）は、1996年に製作されたスペインの映画。
日本では、1998年5月16日に第7回東京国際レズビアン&ゲイ映画祭にて上映された。

## キャスト
- マックス：ナンチョ・ノヴォ
- モニカ：カイエターナ・ギーエン・クエルボ
- ジェジェ：イングリッド・ルビオ
- マリア
- アルベルト：グスタボ・サルメロン
- ローラ：ペネロペ・クルス
- カルロス：フアン・ディエゴ・ボット
- アントニオ・デ・ラ・トレ
- ミゲル：カルロス・バルデム
- マルコス：エルネスト・アルテリオ
- ハビエル・バルデム